# Acanthocereus
Genre
Acanthocereus est un genre de la famille des cactus composé de 6 espèces.
Le nom vient du grec ancien "Akanthos", signifiant "épine", en raison des fortes épines qu'il porte.
Il est originaire d'Amérique tropicale, du sud de la Floride à l'Amérique Centrale et jusqu'à la Colombie en incluant les Antilles.
Les tiges ont de 3 à 5 côtes aplaties, avec de fortes épines. Les fleurs blanches en forme d'entonnoir sont nocturnes, de 12 à 25 cm de long et 6 à 12 cm de diamètre.
Le fruit de couleur rouge ou verte, avec ou sans épine est en forme de boule contenant une grosse graine.
Une première description sommaire a été faite par George Engelmann en 1863. Alwin Berger en a fait une sous-section de Cereus en 1905. En 1909, Nathaniel Lord Britton et Joseph Nelson Rose en ont fait un genre à part entière.

## Taxonomie

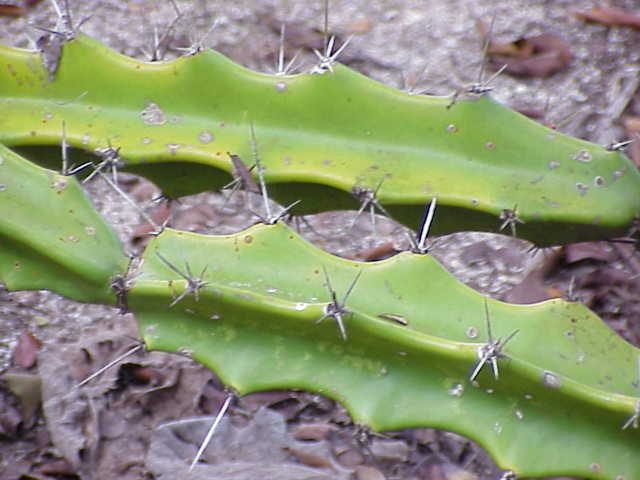
Tiges d'Acanthocereus pentagonus

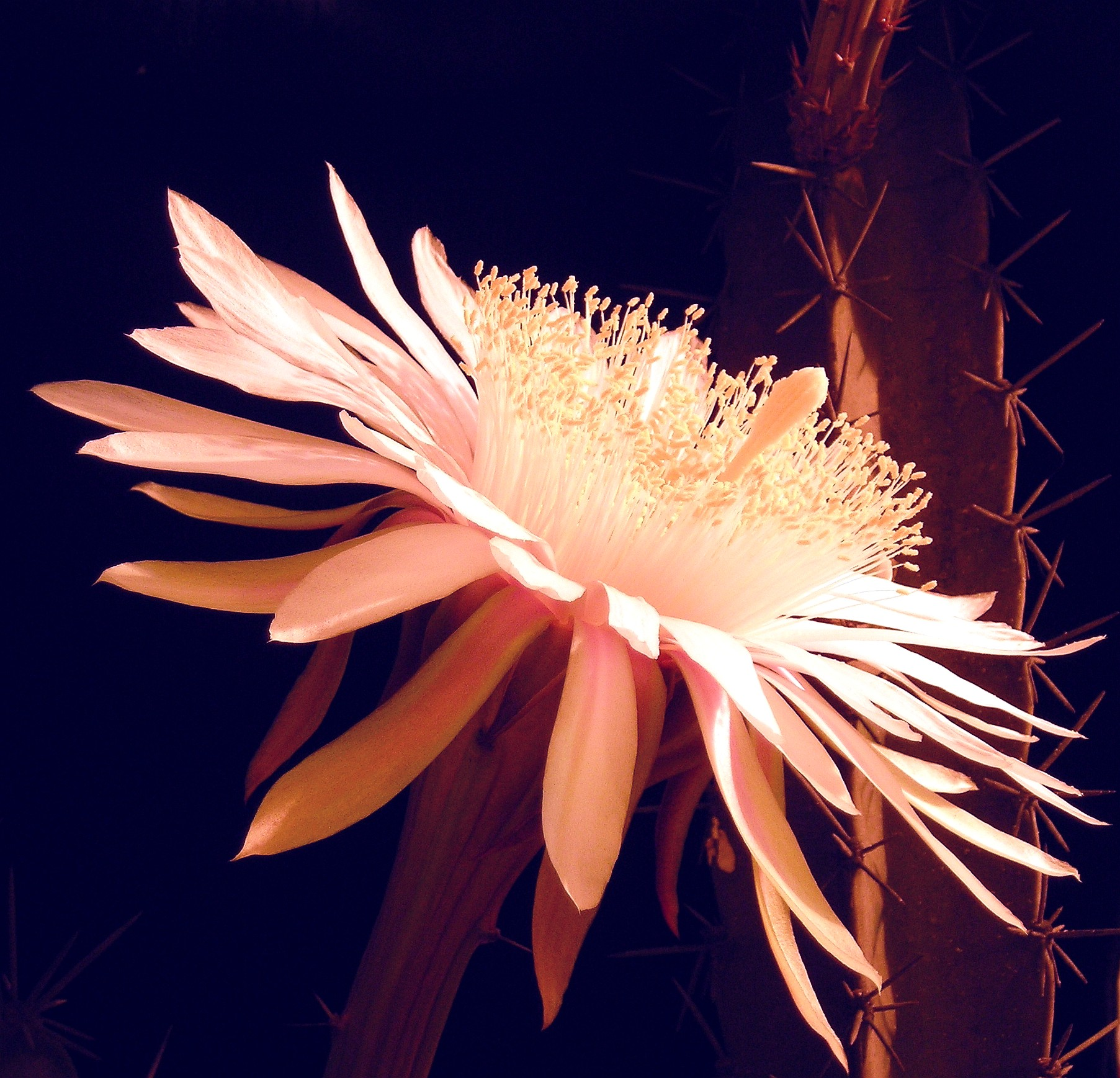
Floraison d'Acanthocereus pentagonus

### Liste d'espèces
- Acanthocereus baxaniensis (ex Karw. Pfeiffer.) Borg
- Acanthocereus colombianus Britton & Rose
- Acanthocereus horridus Britton & Rose
- Acanthocereus occidentalis Britton & Rose
- Acanthocereus subinermis Britton & Rose
- Acanthocereus tetragonus (L.) Hummelinck, Acanthocereus pentagonus ou encore cactus barbelé à cause de la forme de ses épines. C'est l'espèce la plus répandue et la plus grande, pouvant atteindre 2 à 7 mètres de haut. Comme elle est envahissante en Nouvelle-Calédonie, le Code de l'environnement de la Province Sud interdit l’introduction dans la nature de cette espèce ainsi que sa production, son transport, son utilisation, son colportage, sa cession, sa mise en vente, sa vente ou son achat[1].

### Synonymes
Dendrocereus Britton & Rose
Monvillea Britton & Rose